# Sofia (rzeka)
Sofia – rzeka w północnej części Madagaskaru, w prowincji Mahajanga, o długości 350 km. Uchodzi do Oceanu Indyjskiego w zatoce Mahajanba.